# Эдвард Карнби
Э́двард Ка́рнби (англ. Edward Carnby) — детектив, главный персонаж серии компьютерных игр «Alone in the Dark».

## В компьютерных играх

### Alone in the Dark
«Частный детектив» — гласит потускневшая медная табличка на моей двери. Мои немногочисленные друзья зовут меня Карнби, все остальные — Рептилией. И мне всё равно, как называет меня мой кредитор.
— Из пролога к игре в роли Эдварда Карнби.
В первой части игрок имеет возможность выступить в роли Эдварда Карнби — частного детектива, которого владелица антикварной лавки нанимает для поиска старинного пианино на чердаке окутанного мистическими слухами особняка Дерсето.

### Alone in the Dark 2
После событий первой части Эдвард Карнби приобрёл репутацию специалиста по паранормальным явлениям. Не удивительно, что на охоту за неуловимым контрабандистом по прозвищу Одноглазый Джэк, похитившим восьмилетнюю Грэйс Сондерс, отправляется именно он.
В графическом плане игра мало отличается от первой части. Эдвард Карнби стал единственным доступным игроку персонажем.

### Alone in the Dark 3
Эдвард Карнби по-прежнему жив и продолжает расследовать в частном порядке различные паранормальные явления. Игра проходит в декорациях Дикого Запада.
Третья часть сериала создавалась другой группой разработчиков. В отличие от предыдущих частей игры, в этой серии произошёл перевес в сторону большего использования различного оружия. Третья часть сериала «Alone in the Dark» не завоевала большой популярности, некоторые говорили о «смерти сериала».
Графические возможности игры базируются на том же движке, что был использован при создании первой части «Alone in the Dark».

### Alone in the Dark: The New Nightmare
Чарльз Фиске, друг главного героя Эдварда Карнби, был убит. Карнби начинает расследование и идёт по следу, который приводит его к старинному дому на побережье. Так же, как и в первой части, из двух доступных персонажей игроку предоставляется возможность выбрать Эдварда Карнби в качестве главного героя.

### Alone in the Dark: У последней черты
В пятой части сериала был применён новый графический движок, значительно изменивший внешний вид игры.
Действие в игре разворачивается в наше время в Нью-Йорке. Главный герой, страдающий от амнезии мужчина по имени Эдвард, сталкивается с загадочными, но крайне агрессивными явлениями. Позднее он знакомится с молодой девушкой по имени Сара, а затем выясняет, что его фамилия — Карнби. Однако единственный известный Эдвард Карнби таинственно исчез в 1938 году.

### Alone in the Dark: Illumination
В шестой части сериала был применён опять же новый графический движок, а сама игра превратилась по сути в шутер.
События игры происходят в заброшенном промышленном городке Лорвич в штате Вирджиния расположенный недалеко от южной границы штата. Одним из протагонистов является племянник Эдварда Карнби.

## В кинематографе
В 2005 году Уве Болл снял фильм «Один в темноте», в котором роль Эдварда Карнби исполнил Кристиан Слейтер.